# Dioscorea olfersiana
Dioscorea olfersiana är en enhjärtbladig växtart som beskrevs av Johann Friedrich Klotzsch och August Heinrich Rudolf Grisebach. Dioscorea olfersiana ingår i släktet Dioscorea och familjen Dioscoreaceae. Inga underarter finns listade i Catalogue of Life.